# Wigstaartbergnimf
De wigstaartbergnimf (Oreotrochilus adela) is een vogel uit de familie Trochilidae (Kolibries).

## Verspreiding en leefgebied
Deze soort is endemisch in zuidelijk Bolivia.

## Status
De grootte van de populatie is in 2018 geschat op 2.500-10.000 volwassen vogels. Op de Rode lijst van de IUCN heeft deze soort de status niet bedreigd.  